# Панюшев, Василий Петрович
 Васи́лий Петро́вич Паню́шев (в ряде ранних документов он Понюшков: у Анисимова в книге крестьянин Понюшков, но по справочникам «Вся Москва» — он Панюшев) — сперва крестьянин; затем купец второй гильдии, владелец Паркетной фабрики. Известен благодаря строительству им ряда доходных домов в Москве, принадлежавших ему (см. Доходный дом В. П. Панюшева).

## Биография
Панюшев Василий Петрович родом из крестьян деревни Петуховская Вельского уезда Вологодской губернии. Во многих источниках деревня значится как «Петухово»: это неверно.
В последние предреволюционные годы в справочниках он уже упоминается не как крестьянин, а как купец и владелец Паркетной фабрики.
В Москве проживал в Глинистом переулке, 6; затем в Выползовом переулке, 21 (оба дома не сохранились). Также, перед Октябрьским переворотом ему принадлежала московская городская усадьба Дом Брюса; после революции здание с прилегающими к нему корпусами было национализировано.
Кроме того, в Москве ему принадлежали как отдельные доходные дома в Брюсовом пер., 2\14с4, в Дегтярном п., 8 (перестроен), так и комплексы доходных домов. Один такой комплес находился на Большой Полянке, д. 7\10. Он включал в себя три корпуса, протянувшиеся до Старомонетного (тогда Денежного) пер. Дом с эркерами, выходящий на Б. Полянку построен в стиле рационального модерна, при его строительстве была использована керамическая облицовочная плитка разнообразных сортов в основном земляных оттенков.
К 1917 году Панюшев установил в домах телефоны.
Также:
В 1908 году Панюшев приказал снести все старые здания городской усадьбы и развернул масштабное доходное строительство. Вдоль Большой Полянки появился шестиэтажный дом. Его главная изюминка – сочетание разнообразных видов керамической плитки нетипичных оттенков. Парадный фасад привлекает оригинальными украшениями. Диковинные лопатки, как будто висящие на карнизе, обрываются у окон четвертого этажа. Три эркера, выделенные плиткой земляного цвета, нависают над аркой и входами в подъезды. Центральный эркер поддерживается тяжеловесными консолями, боковые декорированы парами керамических изразцов. Верхнюю часть дома украшают скромные аттики, расположенные аккуратно над эркерами.
Василий Петрович построил во владении ещё два шестиэтажных здания – во дворе и на красной линии Денежного (Старомонетного) переулка. Не записанный ни в одну купеческую гильдию, Панюшев был собственником паркетной фабрики и занимался торговлей. Ему принадлежали «тучерезы» на Большой Якиманке, Арбате и в Казарменном переулке. Вошедший во вкус крестьянин пожелал возвести доходный дом в Гранатном переулке. Выкупив бывшую усадьбу графов Зубовых, он приступил к разборке великолепного особняка. В феврале 1914 года газета «Русские ведомости» сообщала: «И этот дом ломают. Уже содрана крыша, выломан пол, ещё через несколько дней упадут прекрасные колонны, срубят перед ним деревья – всё для того, чтобы на месте его воздвигнуть восьмиэтажную громаду». В защиту архитектурного шедевра выступила московская общественность, и в конце концов застройщик прекратил работы. Особняк Зубовых (Гранатный переулок, № 4) до сих пор является достопримечательностью столицы.
После революции имущество Василия Петровича национализировали. Здание на Большой Полянке остается жилым по сей день. Изучив историю усадьбы, нельзя не заметить интересную деталь – сословное положение владельцев на редкость разнообразно. Сначала она принадлежала дворянам, потом – купцам, а после – крестьянину. Сегодня доходный дом Панюшева окружают такие же «великаны». Вся нечетная сторона в начале улицы статна, как на армейском смотре. Шестиэтажное здание выделяется на фоне соседей своим необычным, можно сказать веселым, фасадом. Несколько окон как будто с «шапками на голове» за счет более темной облицовочной плитки. Чтобы увидеть некоторые детали, нужно внимательно присмотреться. Так, не каждый прохожий сразу найдет взглядом маленькие керамические панно на боковых эркерах.

Василий Петрович достроил здание на углу Тверской и Оружейного переулка, начатое ещё дворянином Журавлевым А.А. В 1913 году в этом доме, перестроенном под 'электротеатр', А.И. Коган, взяв это здание у Панюшева в аренду, открыл синематограф «Европейский». А.В. Анисимов так описывает этот электротеатр: 
«Вход в этот крошечный театр осуществлялся с Оружейного переулка, напротив бокового фасада ресторана „София“. Здесь же, на втором этаже, разместились маленькое фойе и буфет. Внизу были только кассы, швейцарская и запасные выходы. Остальную часть первого этажа по-прежнему занимали магазины. Вдоль Большой Тверской разместился зал, а на Оружейный переулок выходили широкие окна буфета. Вход отмечал грубый козырёк и три узких окна. Углы здания оформляли неуклюже нарисованные плоские пилястры. Внешность здания была на редкость неэстетична.»
 Позднее в нём находился Реалистический театр, которым с 1930 года руководил Николай Павлович Охлопков; в 1937 году это здание было передано Театру кукол.
После революции 1917 года Василий Петрович был арестован; получил статус лишенца. Дальнейшая его судьба не прослеживается.

## Личная жизнь
- Жена: Мария Андреева[5].
- Дочь: Тамара Васильевна Панюшева (1910—1996[6] гг.), жена Главного маршала авиации Александра Евгеньевича Голованова[7].
- Внуки:
  - Светлана (род. 1934),
  - Тамара (род. 1938),
  - Вероника (1943—2003),
  - Ольга (род. 1945),
  - Святослав (1947—1996).

## Интересные факты
Среди производителей паркета: что в Москве, что в России, Панюшев почему-то в справочниках не упоминается.